# Gaio Asinio Gallo
Gaio Asinio Gallo (in latino Gaius Asinius Gallus; 40 a.C. circa – 33) è stato un senatore romano, appartenente alla dinastia giulio-claudia.

## Vita
Gallo era figlio di Gaio Asinio Pollione. Lo storico Raffaele Bigi ritiene che fosse nato a Teate (ossia Chieti). Nell'11 a.C. sposò Vipsania, figlia di Marco Vipsanio Agrippa e della sua prima moglie Cecilia Attica. Vipsania era inoltre la precedente moglie di Tiberio. Asinio fu console nell'8 a.C., proconsole d'Asia nel 6 a.C.-5 a.C.
Asinio Gallo aveva avanzato il diritto di paternità sul figlio di Tiberio e Vipsania, Druso, e per questo era malvisto da Tiberio. Gaio corteggiò anche la vedova di Germanico Giulio Cesare, Agrippina. Questo e la sua acuta personalità lo portarono ad un'inimicizia con Tiberio. 
Nel 30, sotto istigazione di Tiberio, che era preoccupato di un possibile complotto e della vicinanza di Asinio col prefetto del pretorio Seiano, il Senato lo dichiarò nemico pubblico. Asinio venne tenuto in una condizione di assoluto isolamento: "Non aveva compagni o servi con lui, non parlava con nessuno e non vedeva nessuno, eccetto quando qualcuno doveva portargli del cibo, di scarsa qualità e quantità, tanto che non gli dava nessuna forza o beneficio, ma neppure da consentirgli di morire: questo, infatti, era l'aspetto più tremendo."
Morì di fame in prigione nel 33, non sappiamo se volontariamente o perché obbligato. Quando Agrippina morì nell'ottobre dello stesso anno, Tiberio la accusò di immoralità e di adulterio con Asinio Gallo, la cui morte l'avrebbe indotta a rifiutare la vita. Il suo nome fu cancellato dai pubblici monumenti (secondo la pratica della damnatio memoriae), e successivamente venne esposto e ripresentato dopo la morte di Tiberio.

## Discendenza
Da Vipsania ebbe sei figli e almeno una figlia:
- Gaio Asinio Pollione - Console nel 23. Pollione nel 45 venne esiliato con l'accusa di aver preso parte ad una cospirazione e in seguito messo a morte dall'imperatrice Messalina.
- Marco Asinio Agrippa - Console nel 25, morto nel 27. Tacito (Tacito 4.61) lo descrisse come " non indegno dei suoi antenati". Suo figlio Marco Asinio Marcello fu console nel 54 (anno in cui morì l'imperatore Claudio). Marcello fu un rispettato senatore durante il regno di Nerone.
- Asinio Salonino - Salonino morì nel 22. Tacito lo descrive come un personaggio eminente abbastanza da essere considerato come sposo per una delle nipoti di Tiberio (Tacito, Annales 3.75).
- Servio Asinio Celere - Consul suffectus nel 38; viene menzionato nella satira di Lucio Anneo Seneca, Apokolokyntosis, dove vengono elencate le persone uccise dall'imperatore. Morì probabilmente alla metà del 47.
- Lucio Asinio Gallo - Nel 46 cospirò contro Claudio e in seguito venne mandato in esilio. Dione Cassio (60.27.5) lo descrive come "molto piccolo e brutto".
- Gneo Asinio - La sua esistenza è ricordata per essere stato il patrono di Pozzuoli (Puteoli).
- Almeno una figlia[7][8]. Fu probabilmente la nonna materna di Pomponia Graecina[9].

## Curiosità
A Chieti pare che dagli scavi effettuati, in piazza San Giustino esistesse una villa patrizia, ritenuta comunemente essere appartenuta ad Asinio Gallo; la villa sta sotto il palazzo d'Achille sede del Municipio. Per questo motivo già da epoca remota il rialzo dove si trova la Cattedrale di San Giustino era detto ed è ancora detto "Colle Gallo"; quando furono erette le mura medievali, l'ingresso da Largo Cavallerizza alla piazza Duomo era chiamata Porta Gallo, poi quando fu rifatta nel XVIII secolo dal governatore Giuseppe Zunica assunse il nome di Porta Zunica o Tre Archi; venne demolita nel 1894.